# 大阪電気軌道デトボ1600形電車
大阪電気軌道デトボ1600形電車（おおさかでんききどうデトボ1600がたでんしゃ）は大阪電気軌道が製造した無蓋貨物電車である。

## 概要
1930年11月にデトボ1600が名古屋の日本車輌製造本店で製造された。
設計当時、大阪電気軌道の子会社であり、また本形式が運用される桜井線（後の大阪線）と接続される参宮急行電鉄においても同様に無蓋電動貨車としてデト2100形が製造されていたがこれとはメーカーが異なり、別の設計となっている。

## 車体
全長17,153mm、最大幅2,500mmと設計当時の私鉄向け無蓋電動貨車としては大型の車体を備える。
屋根板がひさしのように妻板から張り出した、切妻構造の乗務員室を両端に設置する両運転台式であるが、上本町寄りの乗務員室を荷台側に延長して側窓1枚分の添乗作業員室を設け、ここには通常のロングシート配置で座席を設置している。また、参宮急行電鉄デト2100形ではパンタグラフを荷台上に独立したパンタ台を設置してその上に搭載していたが、本形式ではこの添乗作業員室を利用し、その荷台側妻板から突き出すようにしてパンタ台を取り付け、ここに通常の三菱電機S-514-A菱枠パンタグラフを搭載している。
乗務員室および添乗作業員室はリベット組み立ての鋼製で、荷台に備わる背の低いあおり戸も、当初より鋼製となっている。なお、妻面下部にはアンチクライマーが設置され、前照灯は屋根上ではなく幕板部中央に取り付けられている。
最大荷重15tを公称する荷台にはトラス棒を備えるが、これはチャネル材を組み立てた剛構造のトラスを形成しており、ターンバックルは備わっていない。

## 主要機器

### 主電動機
設計当時大阪電気軌道奈良線向けに製造が開始されていたデボ600形用三菱電機MB-213-AFの姉妹機種であるMB-213-BFを各台車に2基ずつ搭載する。
駆動方式は吊り掛け式で、歯数比は25:54=2.16、これによる定格速度は59.9km/hである。

### 主制御器
日立製作所PR200を搭載する。ただし、布施以西で奈良線に乗り入れて架線電圧が直流600Vとなるため、直流1,500Vと直流600Vの2つの電圧に対応する電圧転換装置をこれに併せて搭載する。

### ブレーキ
単行運転を前提として設計されたため、本形式単独で作用する直通ブレーキと手ブレーキを搭載する。

### 台車
日立製作所MI形と称する、ボールドウィンA形台車をデッドコピーした組立式の釣り合い梁式台車を装着する。
軸距は2,130mmである。

## 運用
大阪電気軌道の1,500V区間用車両としては唯一の無蓋電動貨車であり、また複電圧仕様であったことから各種資材輸送等に重宝された。
竣工後まもなくデトボ1700形1700へ改番され、1941年の参宮急行電鉄の大阪電気軌道との合併と、これに伴う関西急行鉄道への改組に伴う形式称号の整理の際にはモト1700形1700と改称された。
その後は他の電動貨車各形式と同様の経緯をたどり、1963年8月20日の形式称号改正ではモト2730形2731へ、1970年3月2日の2桁形式への改番時にはモト90形93へ、順次改番された。
最終的に本形式は老朽化により1976年3月29日付で除籍、その後解体されている。